# Elecciones generales de Túnez de 1959
Las primeras elecciones generales de la República Tunecina se llevaron a cabo el 8 de noviembre de 1959 tras la promulgación de una nueva constitución el 1 de junio. En la elección presidencial, el titular Habib Bourguiba, que se había convertido en presidente de la proclamación de la república, fue el único candidato por obtener el respaldo de 30 figuras políticas, como lo requería la constitución, por lo que fue elegido sin oposición para un mandato de cinco años. Su partido, Neo-Destour, obtuvo todos los escaños en la Cámara de Diputados, siendo el Partido Comunista Tunecino su única competencia. La participación electoral fue del 91.7%.
Fue la última elección impugnada, o al menos nominalmente disputada en Túnez hasta 1981. En 1963, un año antes de que el término de la Cámara se agotara, el Neo-Destour fue declarado el único partido legalmente permitido.

## Resultados
| Partido                            | Votos     | %    | Escaños |
| ---------------------------------- | --------- | ---- | ------- |
| Neo-Destour                        | 1.002.298 | 99.7 | 90      |
| Partido Comunista Tunecino         | 3.471     | 0.3  | 0       |
| Votos en blanco/anulados           | 2.190     | −    | −       |
| Total                              | 1.007.959 | 100  | 90      |
| Votantes registrados/participación | 1.099.577 | 91.7 | −       |
| Fuente: Nohlen et al.              |           |      |         |